# Slimminge socken
Slimminge socken i Skåne ingick i Vemmenhögs härad, ingår sedan 1971 i Skurups kommun och motsvarar från 2016 Slimminge distrikt.
Socknens areal är 34,73 kvadratkilometer varav 34,31 land. År 2000 fanns här 855 invånare. Herrgårdarna Brodda och Skönabäck, orten Janstorp samt kyrkbyn Slimminge med sockenkyrkan Slimminge kyrka ligger i socknen. 

## Administrativ historik
Socknen har medeltida ursprung. 
Vid kommunreformen 1862 övergick socknens ansvar för de kyrkliga frågorna till Slimminge församling och för de borgerliga frågorna bildades Slimminge landskommun. Landskommunen uppgick 1952 i Rydsgårds landskommun som uppgick 1971 i Skurups kommun. Församlingen uppgick 2002 i Villie församling.
1 januari 2016 inrättades distriktet Slimminge, med samma omfattning som församlingen hade 1999/2000.  
Socknen har tillhört län, fögderier, tingslag och domsagor enligt vad som beskrivs i artikeln Vemmenhögs härad. De indelta soldaterna tillhörde Södra skånska infanteriregementet, Vemmenhögs kompani.

## Geografi
Slimminge socken ligger nordväst om Ystad med Romeleåsen i nordväst. Socknen är en odlad småkuperad slättbygd med höjder i nordväst som i Kläggerödshöjden når 188 meter över havet.

## Fornlämningar
Från stenåldern är boplatser funna. Från bronsåldern finns gravhögar. En skatt med sju guldbrakteater har påträffats. 

## Namnet
Namnet skrevs 1459 Slimminge och kommer från kyrkbyn. Efterleden är inbyggarbeteckningen inge. Förleden innehåller ett ord besläktat med slem syftande på byns läge vid kärrmarker.